# Театр Марцелла
Театр Марцелла (лат. Theatrum Marcelli, итал. Teatro di Marcello) — античный театр, построенный в 13—11 гг. до н. э. на Марсовом поле в Риме близ левого берега реки Тибр.

## Описание
Театр Марцелла был одним из четырёх каменных театров Рима (наряду с театром Помпея, театром Бальба и одеоном Домициана) и мог вмещать около 15 тысяч зрителей. Представлял собой в плане полуциркульное, подковообразное сооружение, чем отличался от более распространённой у римлян формы амфитеатра, примером которого является построенный позднее Амфитеатр Флавиев, или Колизей. Тем не менее, Театр Марцелла считают прообразом Колизея, главным образом по причине использования характерного элемента: «римской архитектурной ячейки». Диаметр сооружения составлял 130 метров, высота трибун — 30 метров. Театр имел три яруса, оформленных снаружи, соответственно, в дорическом, ионическом и коринфском ордере. Частично сохранились только два нижних яруса.

## История

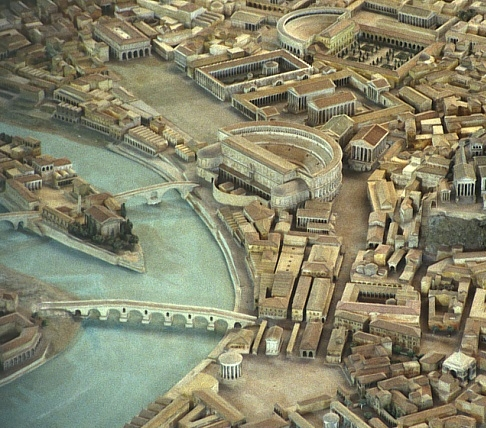
Театр Марцелла. Деталь макета-реконструкции античного Рима. Музей Римской цивилизации

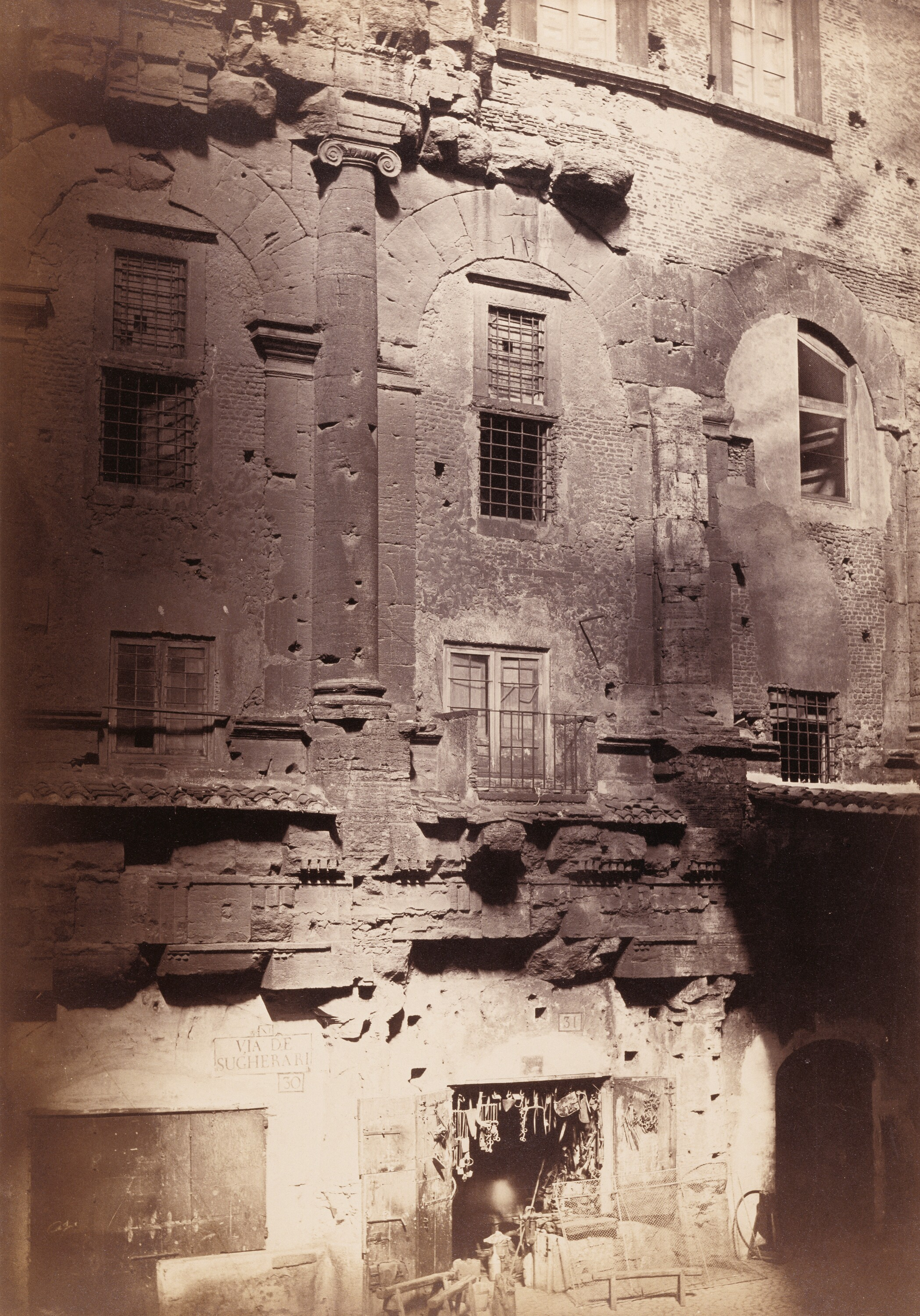
Остатки античного уровня театра Театра Марцелла. Фотография около 1860 г.

Строительство начал Гай Юлий Цезарь, а заканчивал император Октавиан Август. При торжественном освящении в 12 году до н. э. Октавиан посвятил сооружение памяти своего покойного племянника Марка Клавдия Марцелла, им усыновленного и женившегося в 25 г. до н. э. на Юлии, дочери Августа. Марцелл скончался в 23 г. до н. э. Театр Марцелла возведён из блоков травертина. Он состоял из трёх ярусов аркад типа римских архитектурных ячеек с суперпозицией ордерных полуколонн (римско-дорического и ионического ордеров). Верхний ярус, оформленный пилястрами коринфского ордера, не сохранился. Театр реставрировали при Веспасиане и Септимии Севере. Он был повреждён пожаром в 64 г. и значительно разрушен в IV веке. Его использовали в качестве крепости, разбирали на камни для строительства других зданий. Известно, что в 370 году его травертиновые блоки пошли на починку Цестиева моста.
В XVI веке знатная фамилия Савелли решила приспособить полуразрушенное здание под свой дворец. Архитектор Бальдассаре Перуцци, занимавшийся археологией Рима и с 1520 года работавший на строительстве собора Святого Петра, искусно встроил новые этажи в руины античного театра. Позднее дворец перешёл во владение семьи Орсини и вся постройка стала называться Палаццо Савелли-Орсини. В 1928—1932 годах была произведена научная реконструкция части аркад, а позднейшие сооружения вокруг театра разобраны. Ныне контраст воссозданной и подлинной частей выглядит как наглядное пособие по истории античной архитектуры. Верхние этажи продолжают использоваться в качестве жилых помещений. Рядом с Театром Марцелла высятся три колонны с фрагментом антаблемента коринфского ордера, всё, что осталось от огромного храма Аполлона (34 г. до н. э.). Колонны были восстановлены в 1940 году.

## Архитектура
Театр Марцелла возведён из блоков травертина. Он состоял из трёх ярусов аркад типа «римских архитектурных ячеек» с ордерной суперпозицией (лат. super ponere — ставить наверх) полуколонн (римско-дорического и ионического) ордеров. Верхний ярус, оформленный пилястрами коринфского ордера, не сохранился.
Театр представлял собой в плане полуциркульное, подковообразное сооружение, чем отличался от более распространённой у римлян формы амфитеатра, примером которого является построенный позднее Амфитеатр Флавиев, или Колизей. Тем не менее, Театр Марцелла считают прообразом Колизея, главным образом по причине использования характерного элемента: «римской архитектурной ячейки». Диаметр сооружения составлял 130 метров, высота трибун — 30 метров.

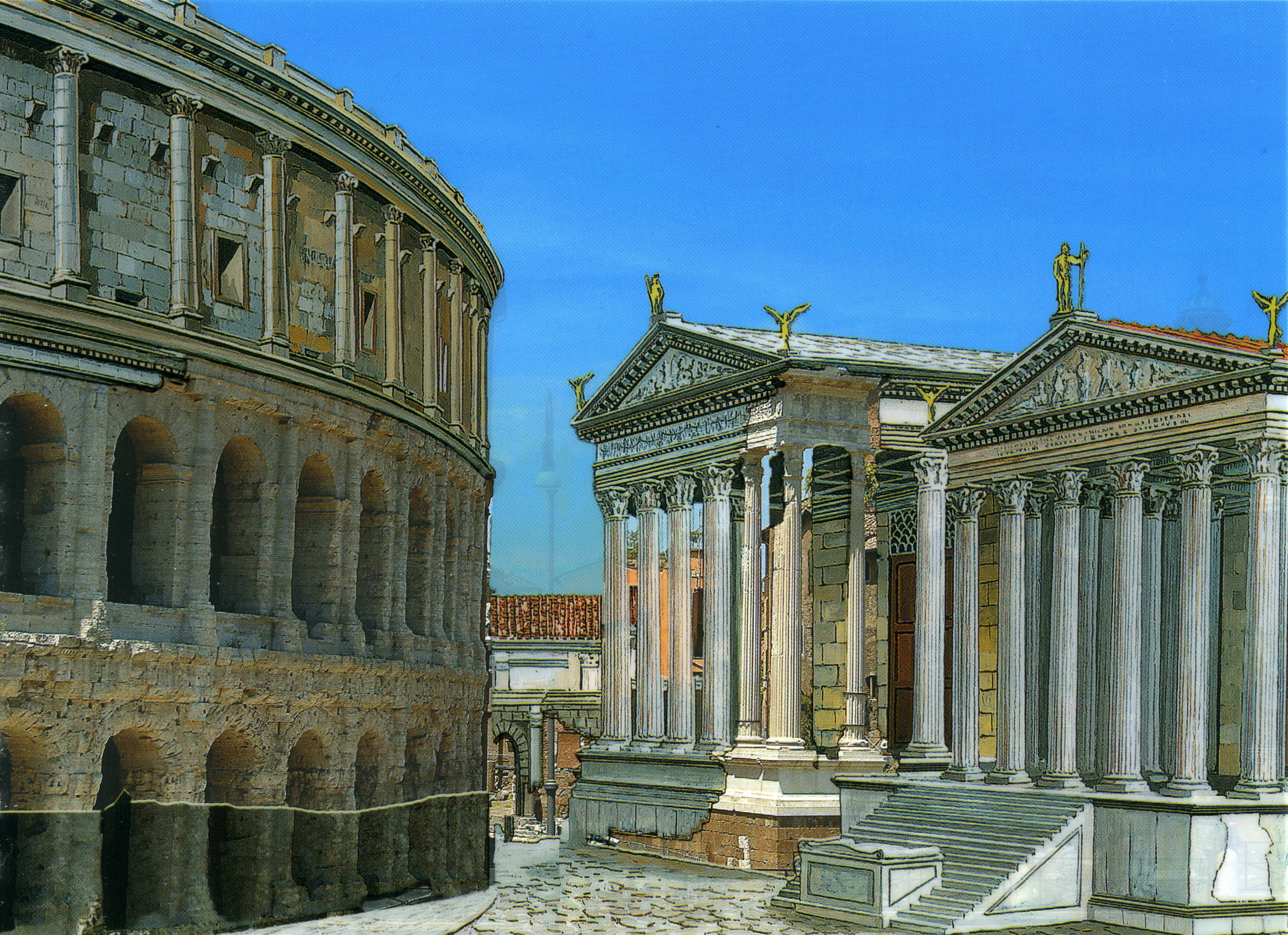
Реконструкция: Театр Марцелла, храм Аполлона Сосия, храм Беллоны
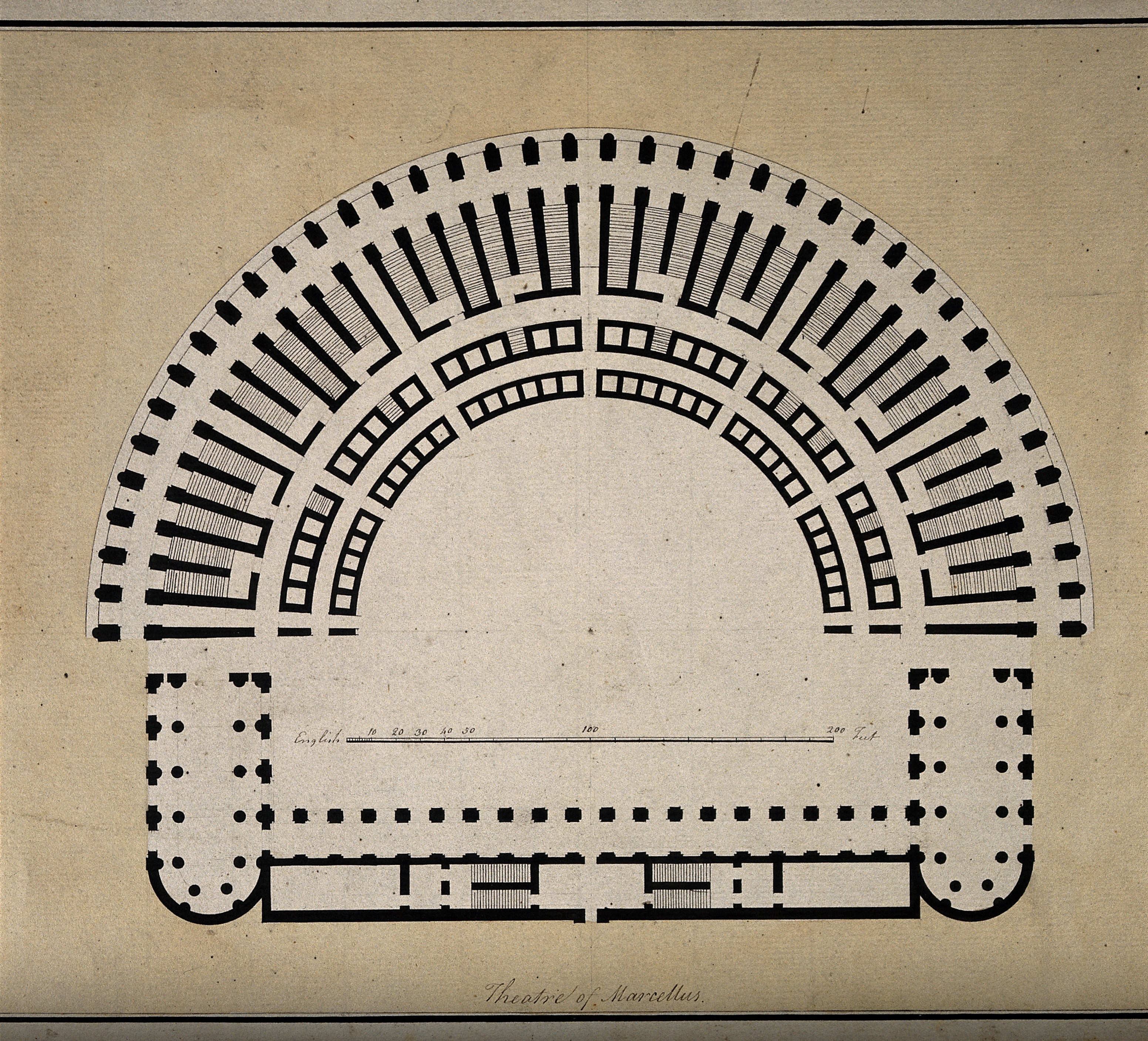
План первого этажа. Реконструкция
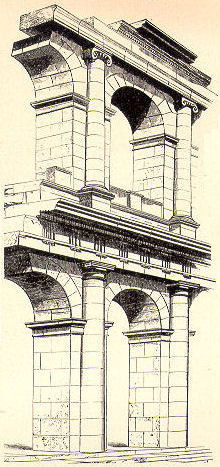
Схема-реконструкция аркад театра
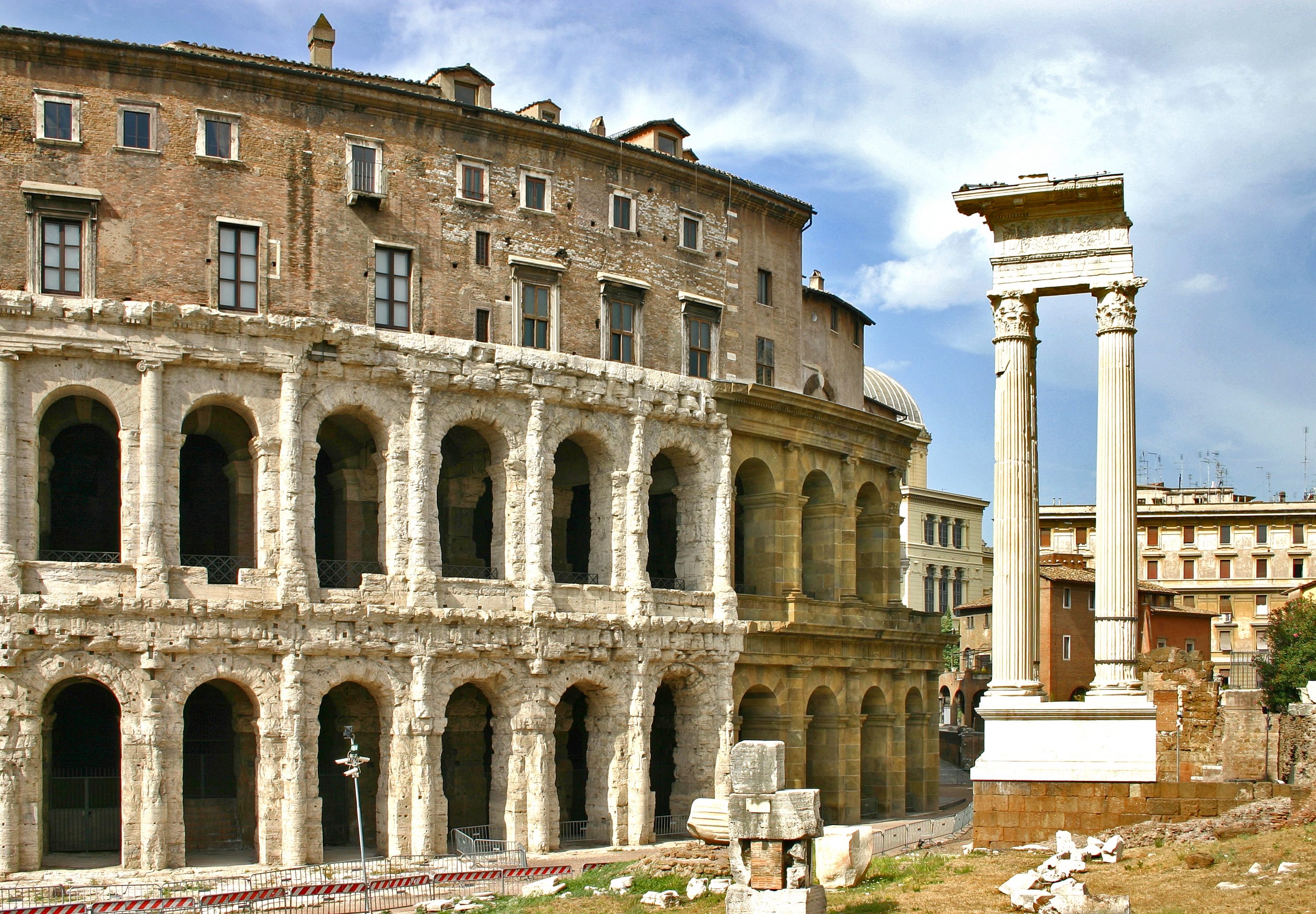
Палаццо Савелли-Орсини. Слева: первый и второй подлинные ярусы Театра Марцелла; справа: их реконструкция. Верхние этажи надстроены в XVI веке
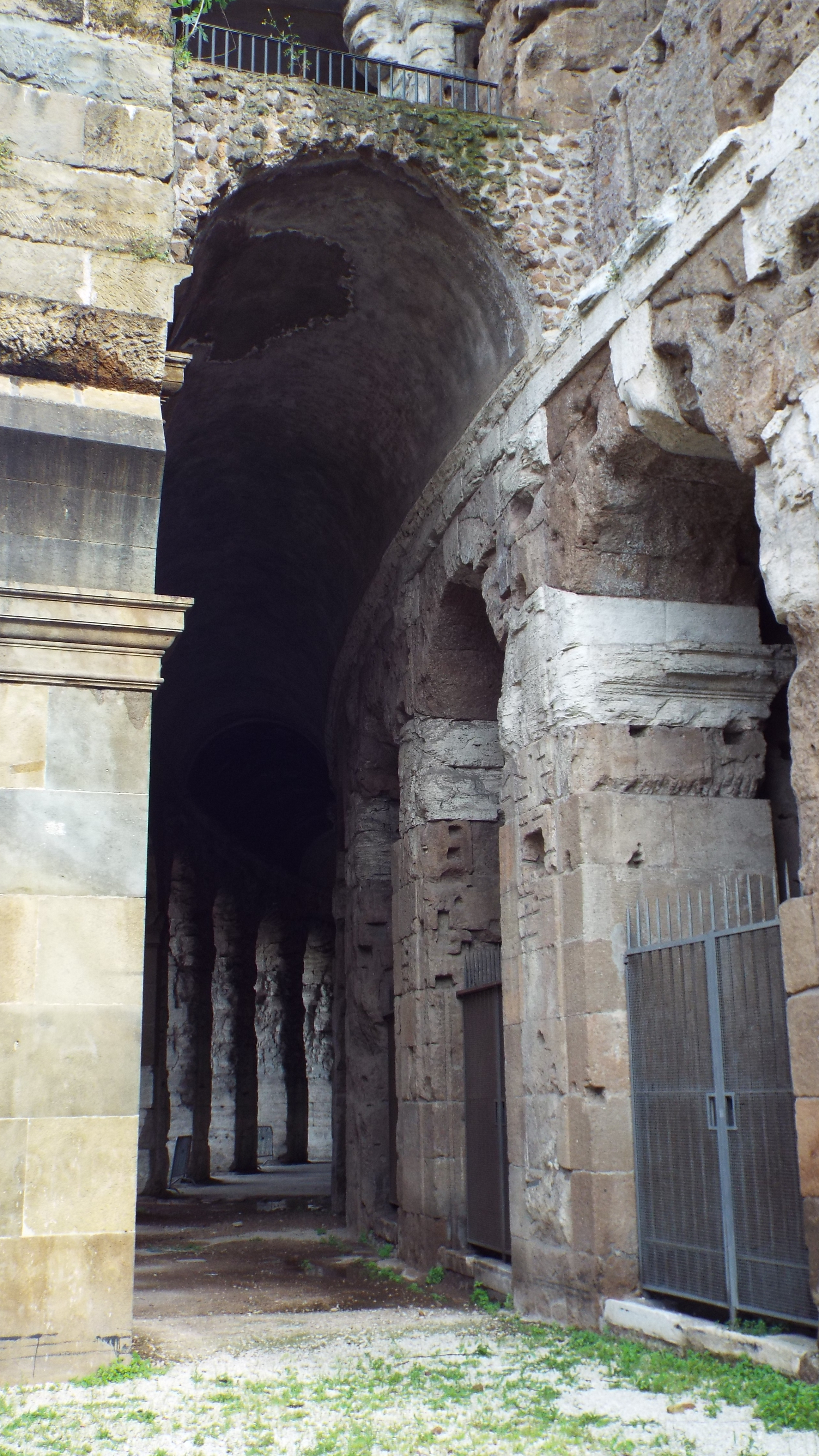
Обходная галерея
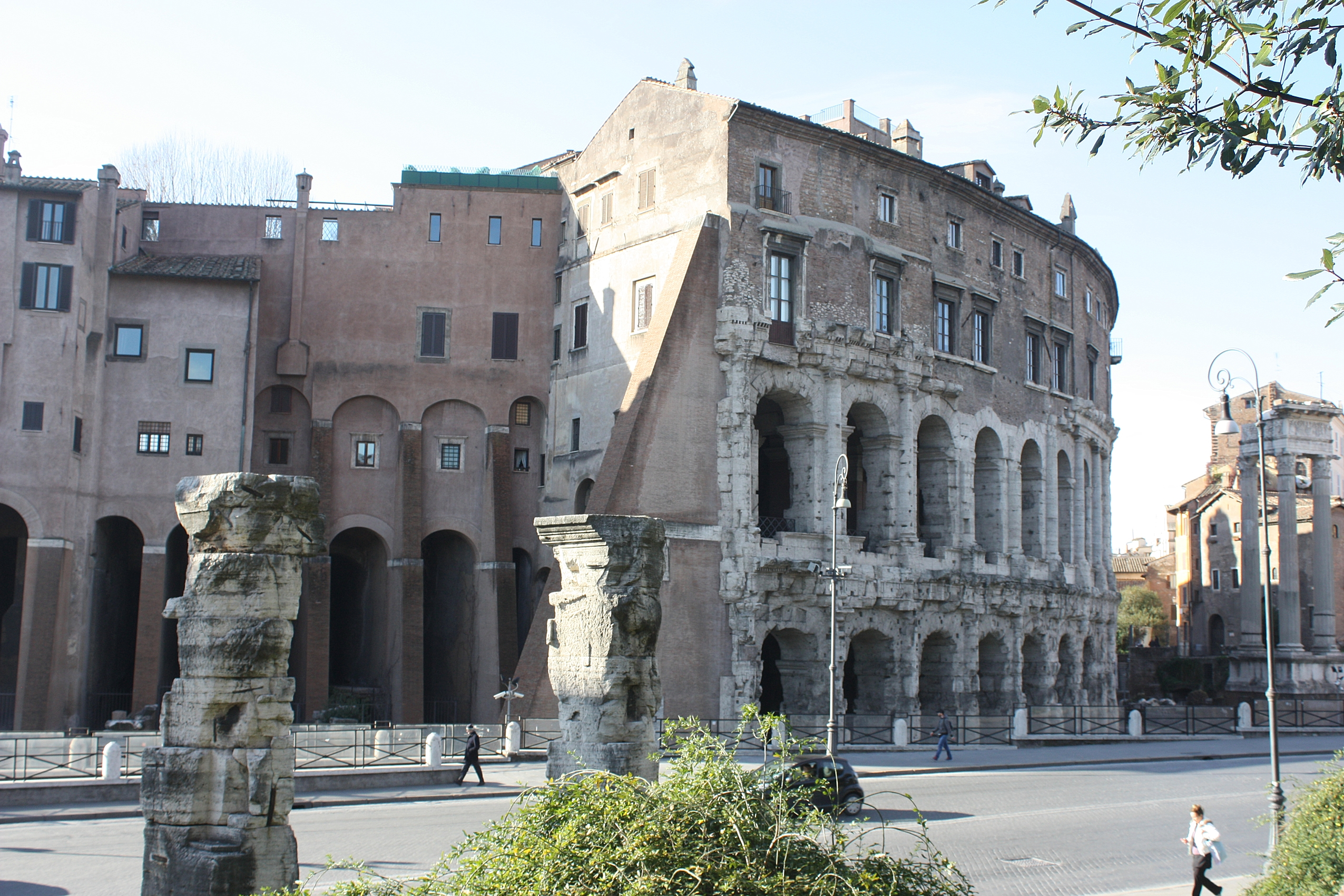
Вид постройки с юга
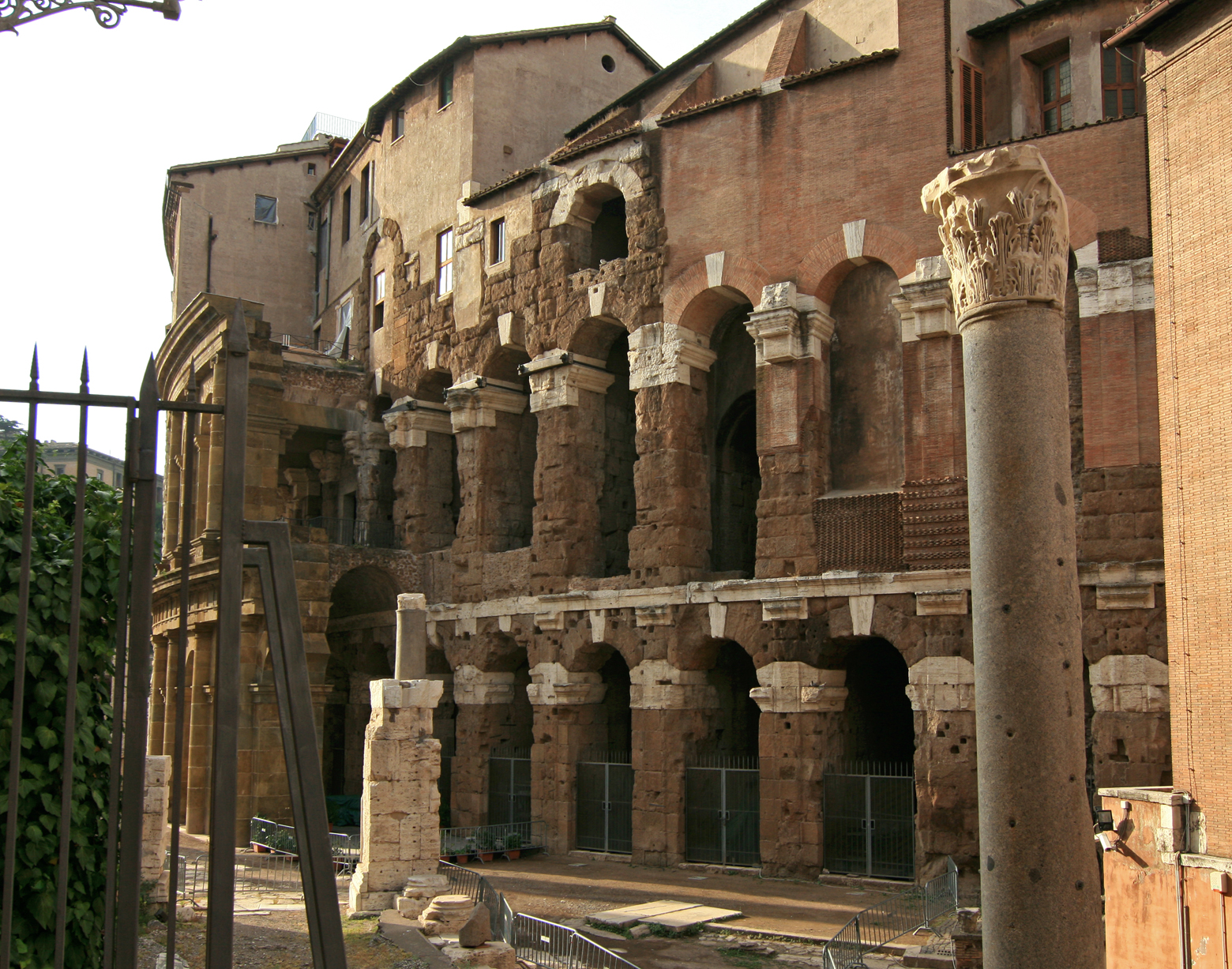
Юго-западная часть
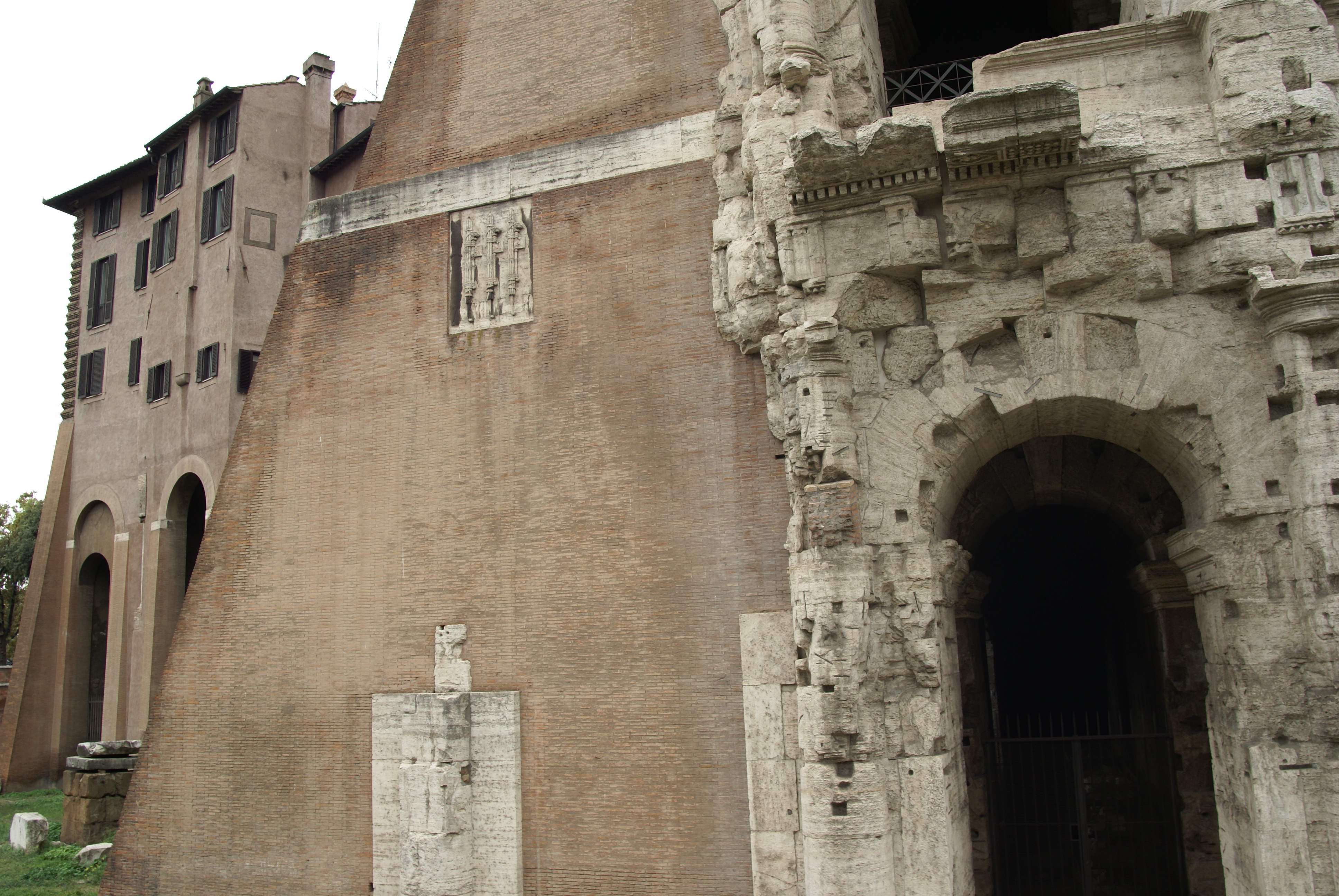
Портал